# Kis-Szeniczey Kálmán
Kis-Szeniczey Kálmán (Kiskunfélegyháza, 1967. május 5. –) magyar agrármérnök, biotermelő, térség- és vállalkozásfejlesztési menedzser, politikus. Vallása római katolikus.
A Bács-Kiskun Megyei Önkormányzat közgyűlésének a tagja.

## Családja
Kis-Szeniczey Kálmán családja Kiskunfélegyháza vidékén él a török utáni újratelepülés és a Jászkun kerület redemptioja óta. Kis-Szeniczey Kálmán felesége Kissné Kócsó Andrea.

## Életrajz
A kiskunfélegyházai Móra Ferenc Gimnáziumban maturált, ezt követően termelőszövetkezetben kezdett dolgozni gyakornokként, majd Baján teljesített sorkatonai szolgálatot.
1992-ben agrármérnök végzettséget szerzett a Gödöllői Agrártudományi Egyetemen. 2002-ben a Szent István Egyetemen térség- és vállalkozásfejlesztési menedzser végzettséget szerzett.
1994 és 2006 között Kiskunfélegyháza önkormányzatában önkormányzati képviselő. 1994 és 1998 között a Bács-Kiskun Megyei Közgyűlésben képviselő. 2009 óta tagja a Lehet Más a Politikának.
1999 óta foglalkozik biogazdálkodással. 2001 óta elnöke a Kiskunfélegyházi Víziközmű Társulatnak.
A 2018-as magyarországi országgyűlési választáson az LMP képviselőjelöltje a Bács-Kiskun megye 4. OEVK-ben és az országos lista 14. helyén.
A 2021-es magyarországi ellenzéki előválasztáson ugyanebben a választókerületben indította az LMP, amit egyedüli jelöltként meg is nyert.